# Altigius alios
Altigius alios är en groddjursart som beskrevs av Hiram Wild 1995. Altigius alios ingår i släktet Altigius och familjen Microhylidae. IUCN kategoriserar arten globalt som otillräckligt studerad. Inga underarter finns listade i Catalogue of Life.